# Maarten van Harte

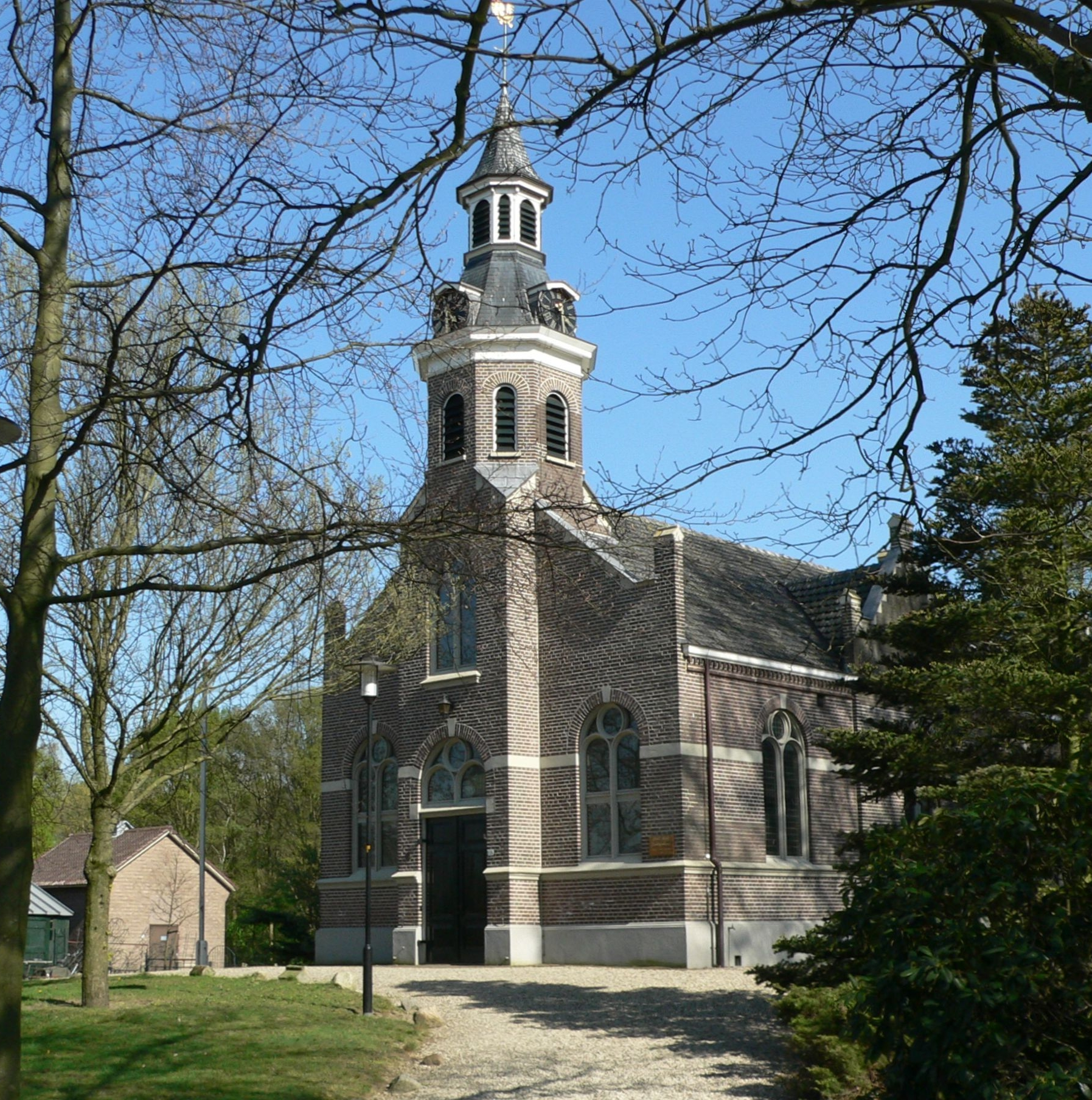
Drie generaties Van Harte(n) werkten aan de totstandkoming van het kerkje te Okkenbroek

Maarten van Harte jr (18 augustus 1868 - 19 mei 1954) vormt de jongste generatie van een architectengeslacht dat in Deventer en omstreken veel bouwwerken heeft nagelaten.

## Werk van grootvader en vader
Als gevolg van een fout bij de inschrijving in het geboorteregister is Maarten jr de eerste Van Harten die Van Harte heet. Zijn grootvader was de architect Maarten van Harten sr (1812-1867). Hij ontwierp onder andere landhuis Het Schol aan de Wilpsedijk in Twello, in Deventer het Stappenconvent en villa De Heuvel bij het huidige Europaplein. Hij maakte ook het eerste ontwerp van de Nederlands Hervormde kerk van Okkenbroek. Het tweede ontwerp daarvan is van zijn zoon Herman van Harten (1839-1892), de vader van Maarten junior. Het kerkje kwam uiteindelijk tot stand onder architectuur van Maarten junior. Van Herman zijn verder de ontwerpen van onder meer het voormalige raadhuis – sinds 1982 politiebureau – in Twello, het voormalige raadhuis en het voormalige postkantoor in Olst en de pui van Grote Poot 12 in Deventer.

## Werk van Maarten van Harte jr
Van Maarten jr zijn heel wat panden bewaard, de meeste in Deventer. Ze zijn van uiteenlopende aard:
- Winkelpanden, waarvan in jugendstil dat van restaurant Safak aan de Kleine Overstraat en in Nieuwstraat de nummers 79 en 89–91 maar ook uit de naoorlogse wederopbouwtijd een blok van drie winkelwoonhuizen aan de Boxbergerweg hoek Davostraat.
- Woonhuizen van hem zijn onder meer Kleine Poot 18, het blok herenhuizen Zwolseweg/ Alexander Hegiusstraat/ Radewijnsztraat dat evenals het blok Ceintuurbaan / Duymaer van Twiststraat in 2013 het eeuwfeest viert. Uit 1941 zijn E.Tesschenmacherstraat 19–25. Een van zijn villa’s werd ontworpen voor de bekende Deventer houthandelaar Stoffels en is nu in gebruik als Bed&Breakfast. Hij staat aan de Lagestraat bij de IJsselkade. In Olst bevindt zich landhuis ‘Het Polletje’ en ‘De Lankhorst’ staat aan de Verlengde Randerstraat te Diepenveen. Uit 1927 is ‘Villa Berkenrode’ aan de Koningin Wilhelminalaan te Schalkhaar.
- Bouwwerken met een openbare functie zijn het gebouw van de voormalige Sallandsche Bank aan de Hofstraat, de Eerste Deventer Bioscoop (nu de Sting) aan de Korte Bisschopstraat en de voormalige Tropische Landbouwschool[1] en het Tropisch Landbouwmuseum – beide aan de Brinkgreverweg. Ook het voetbalstadion De Adelaarshorst van Go Ahead is door Maarten jr ontworpen.
- Van de Bedrijfsgebouwen/fabrieken bestaan nog de Aupingfabriek aan de Laan van Borgele, de werkplaats van Zandhuis en Zwart aan de Veenweg en de Zwarte Silo in het Havenkwartier.

## Voorbeelden van ontwerpen van Maarten van Harte jr

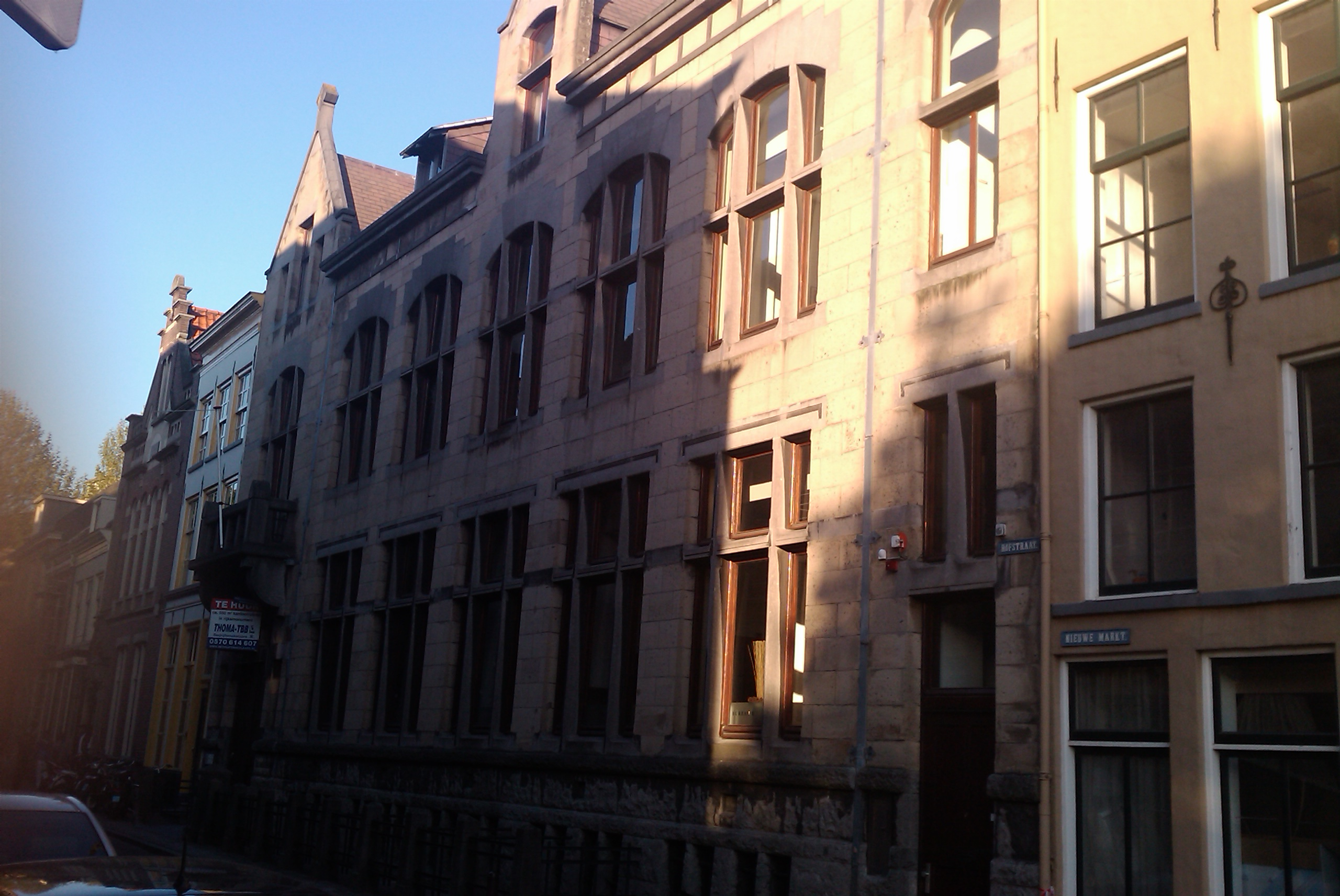
De voormalige Sallandsche Bank
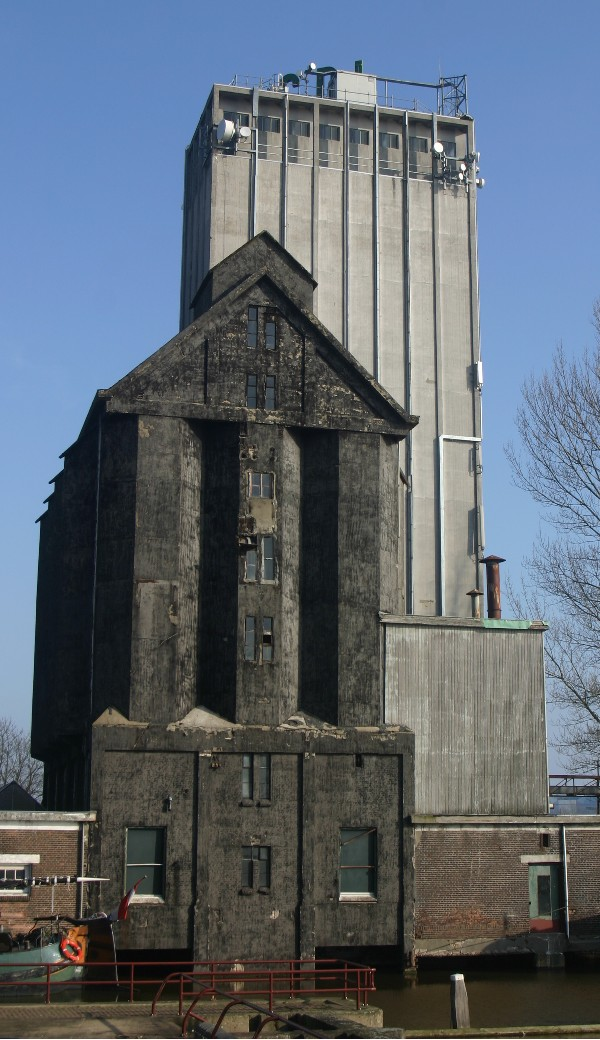
De Zwarte Silo
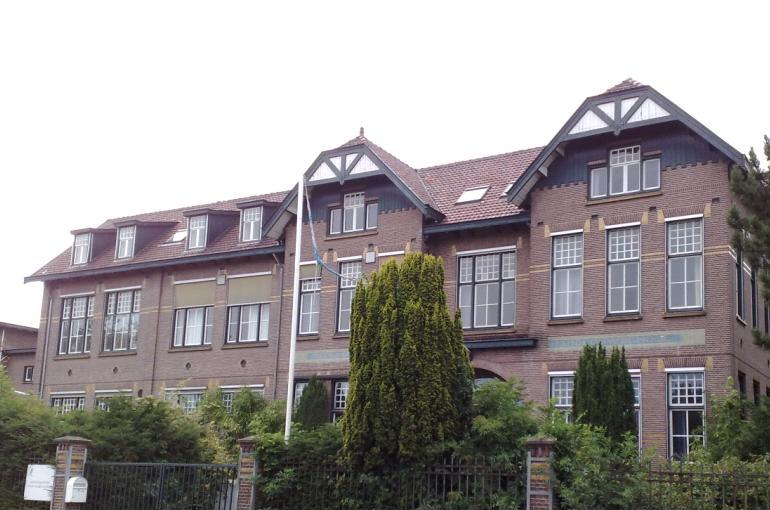
Tropische Landbouwschool
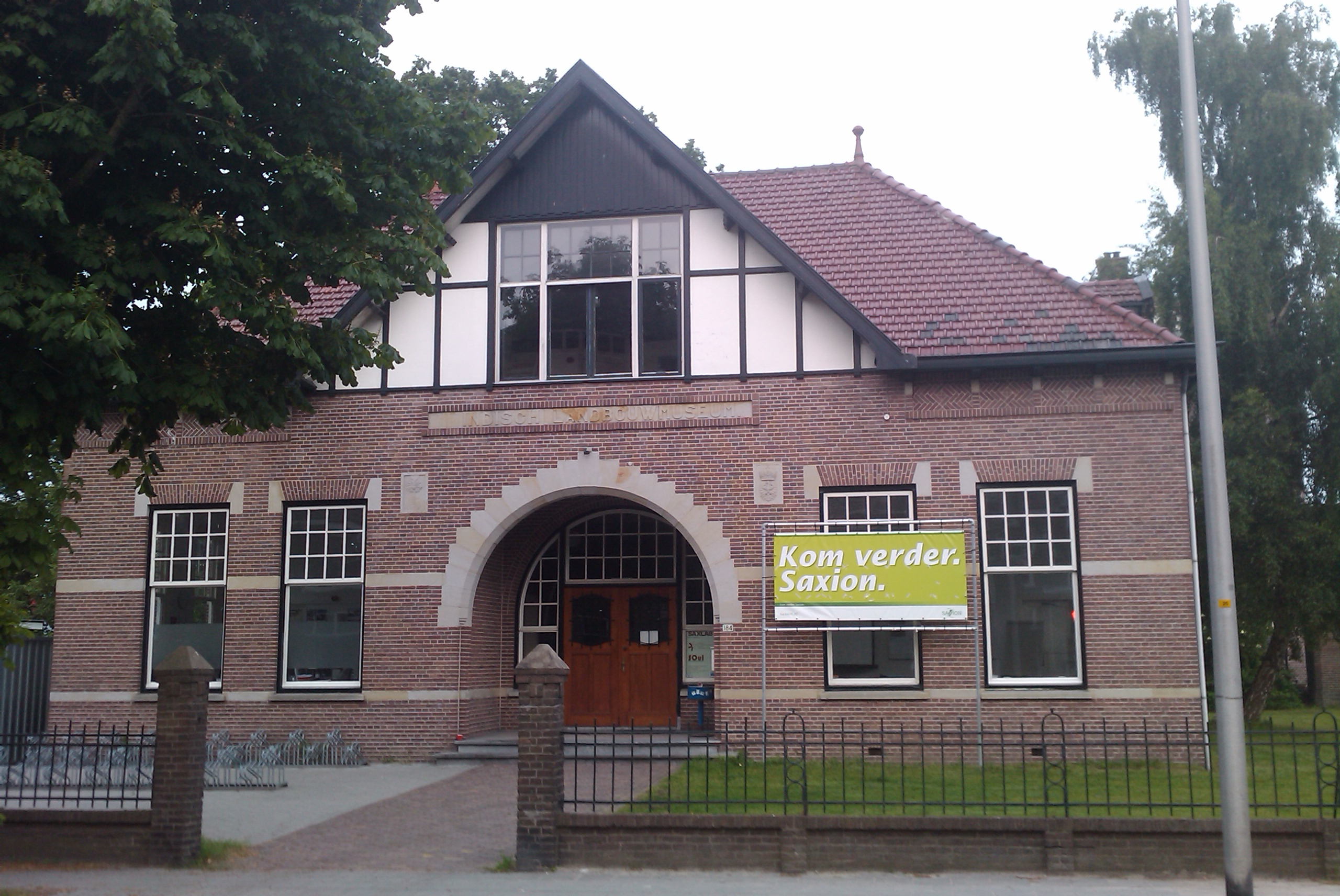
Tropisch Landbouwmuseum
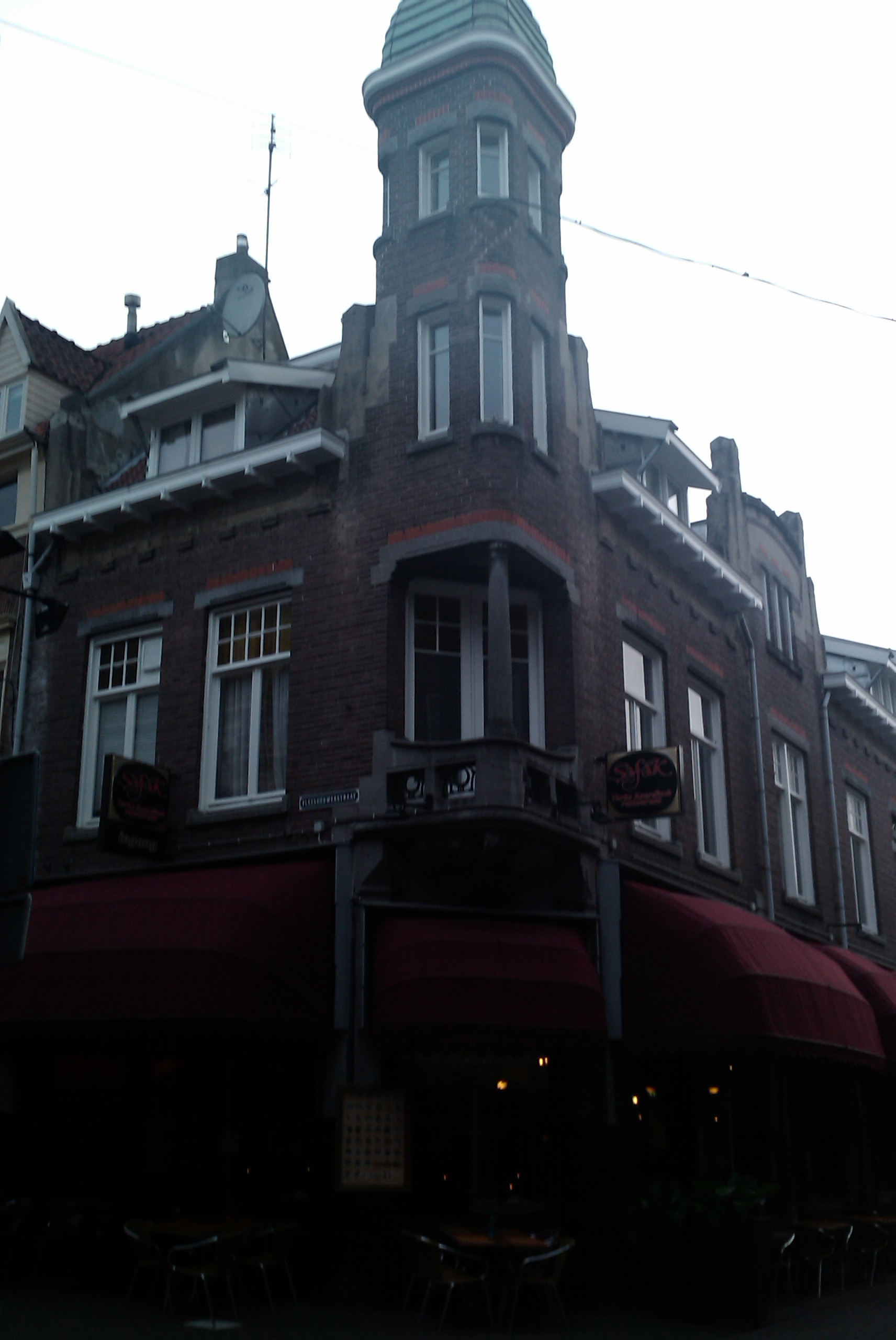
Vleeshouwerstraat 15, Restaurant Safak
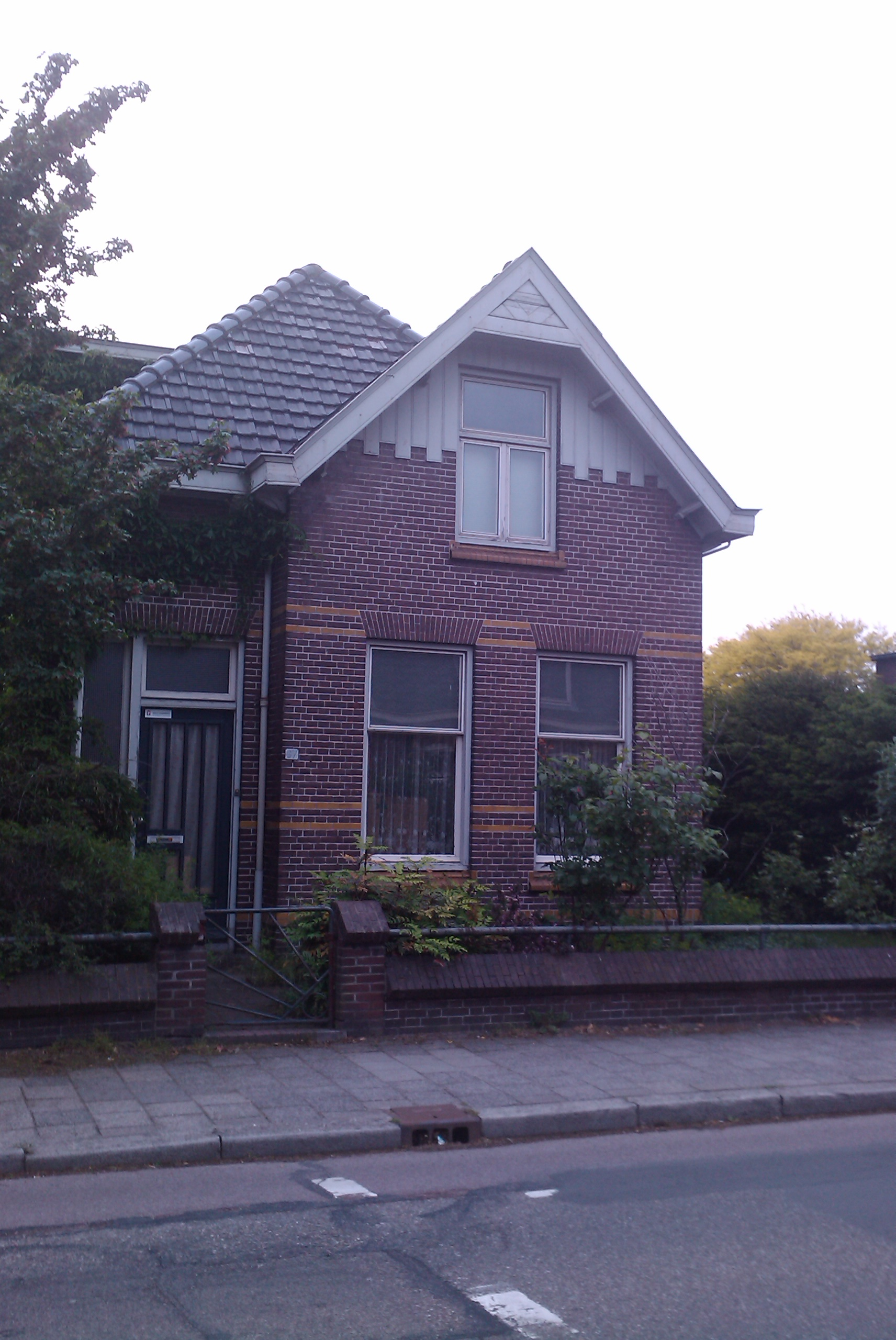
Brinkgreverweg 67, dienstwoning school
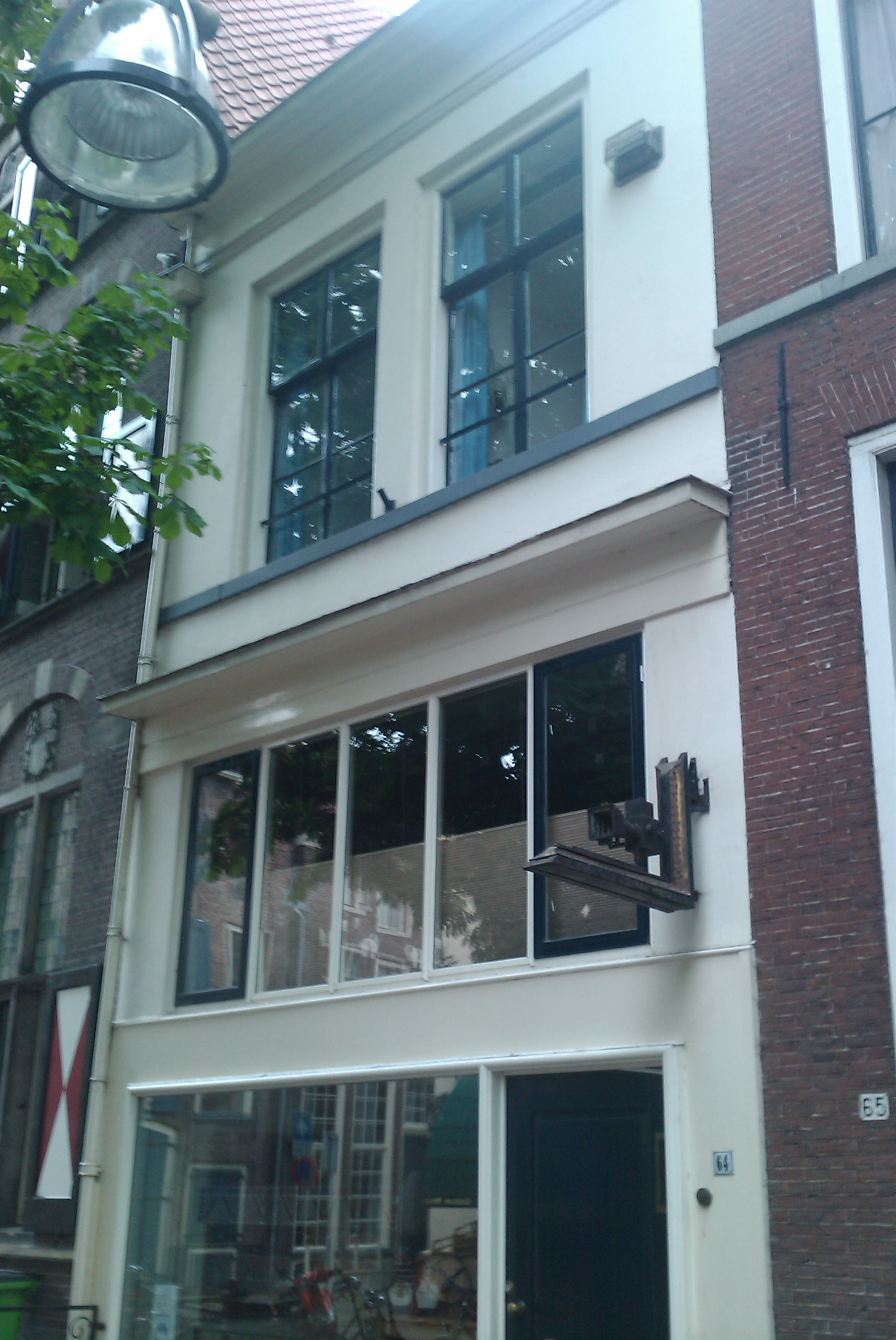
Brink 64
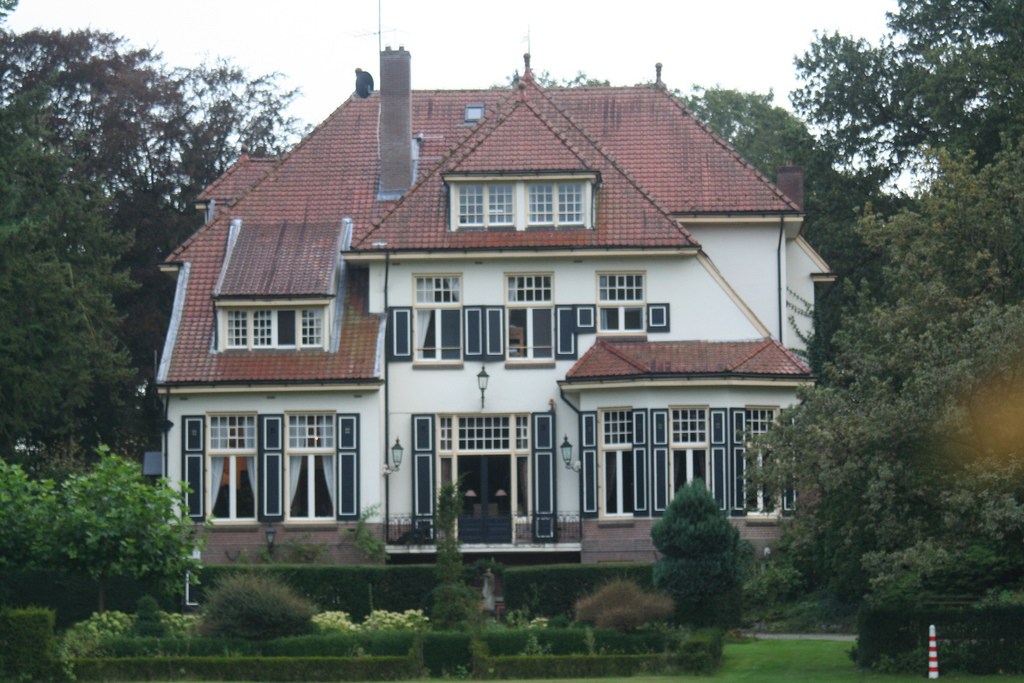
Landhuis De Lankhorst te Diepenveen

## Voorbeelden van ontwerpen van Maarten van Harten

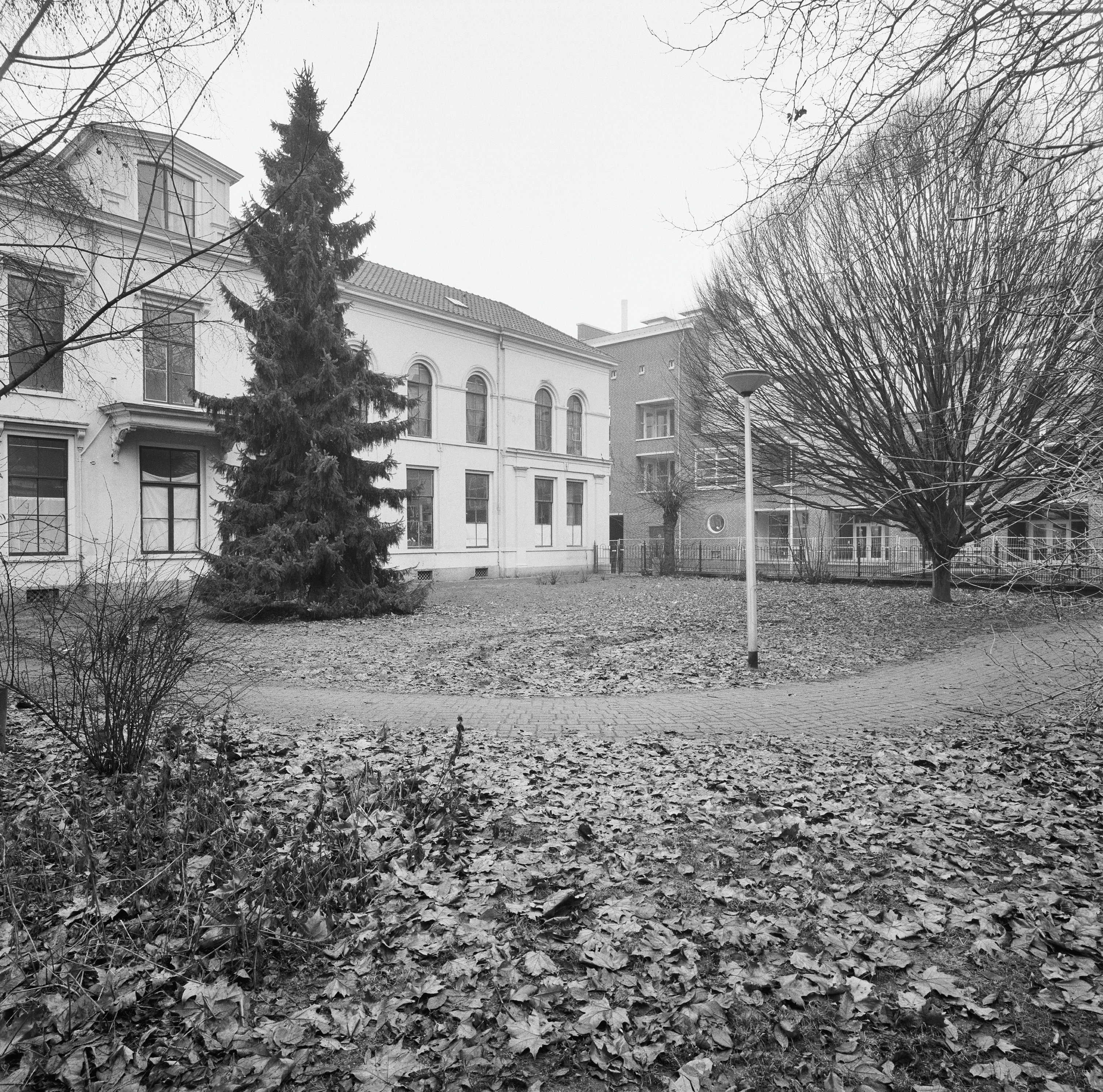
Het Stappenconvent
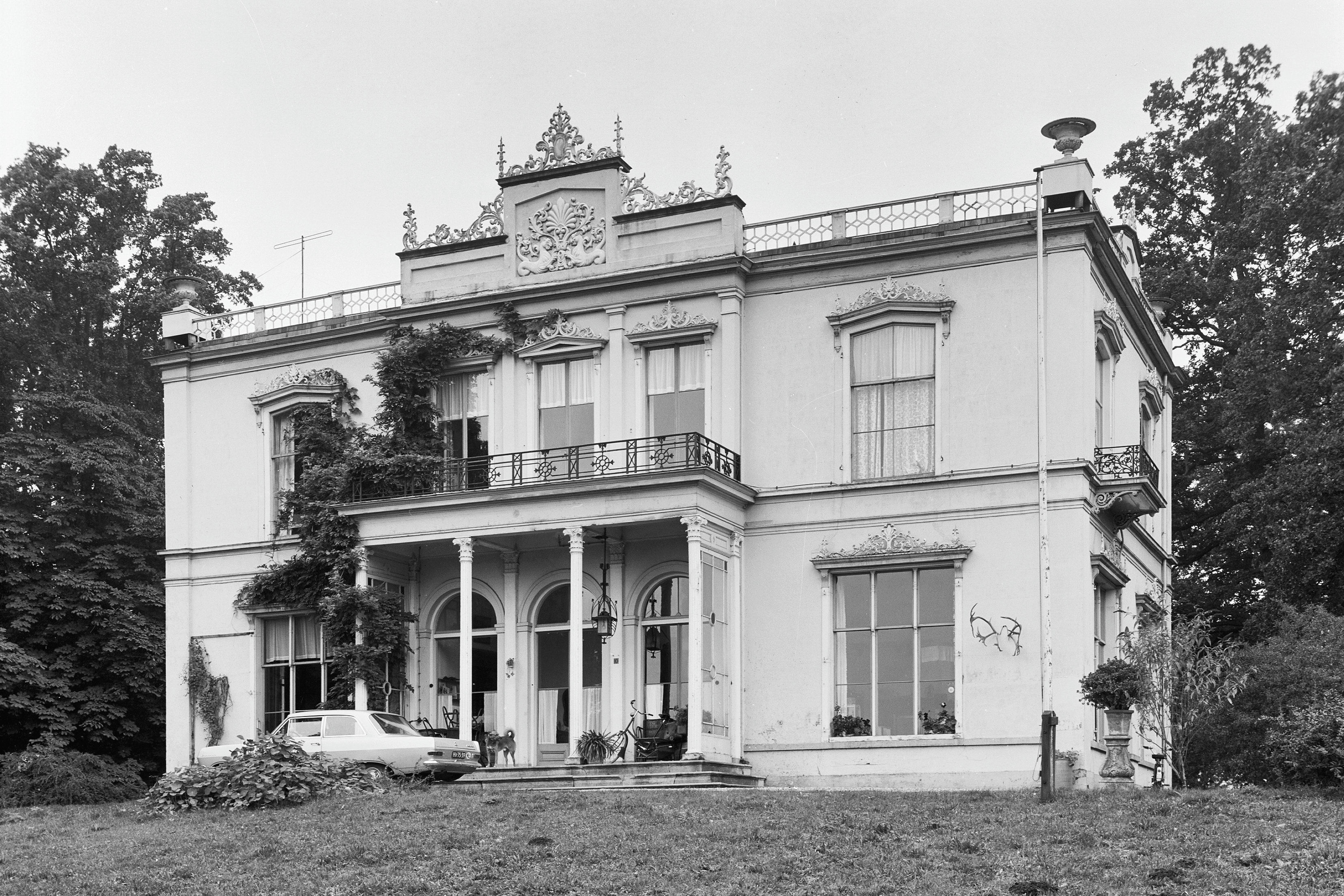
Het Schol
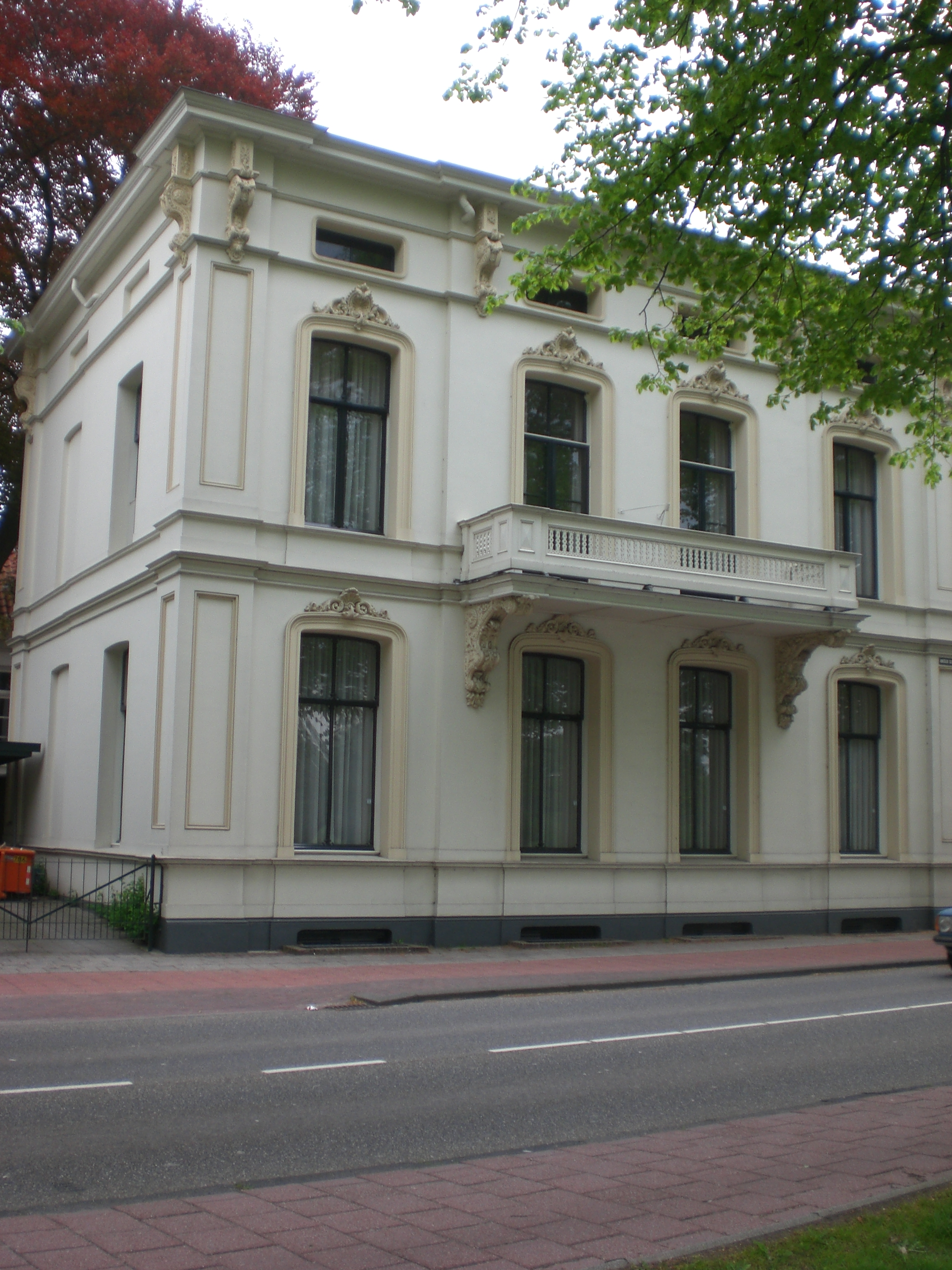
Onder de Linden 1
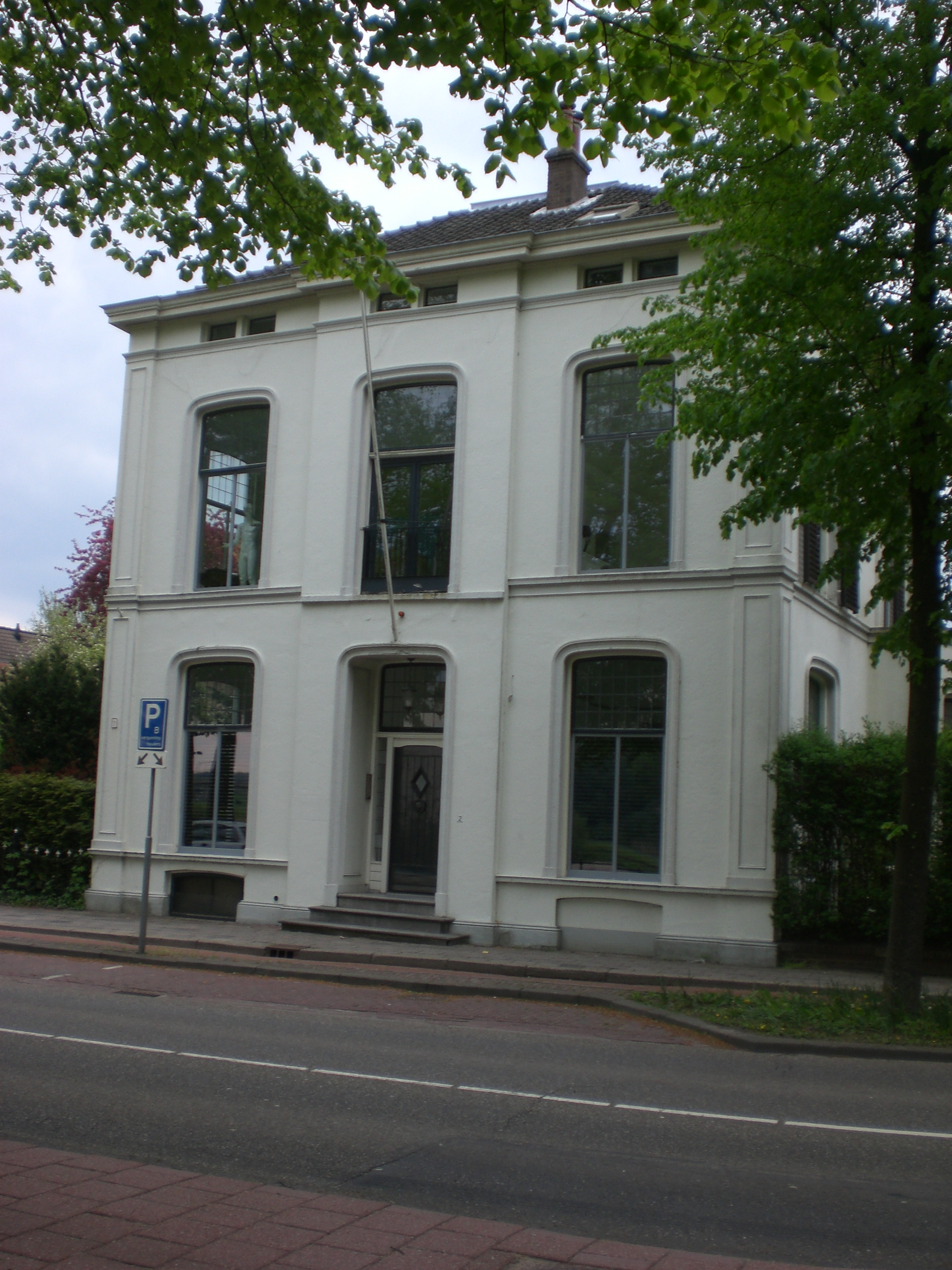
Onder de Linden 2
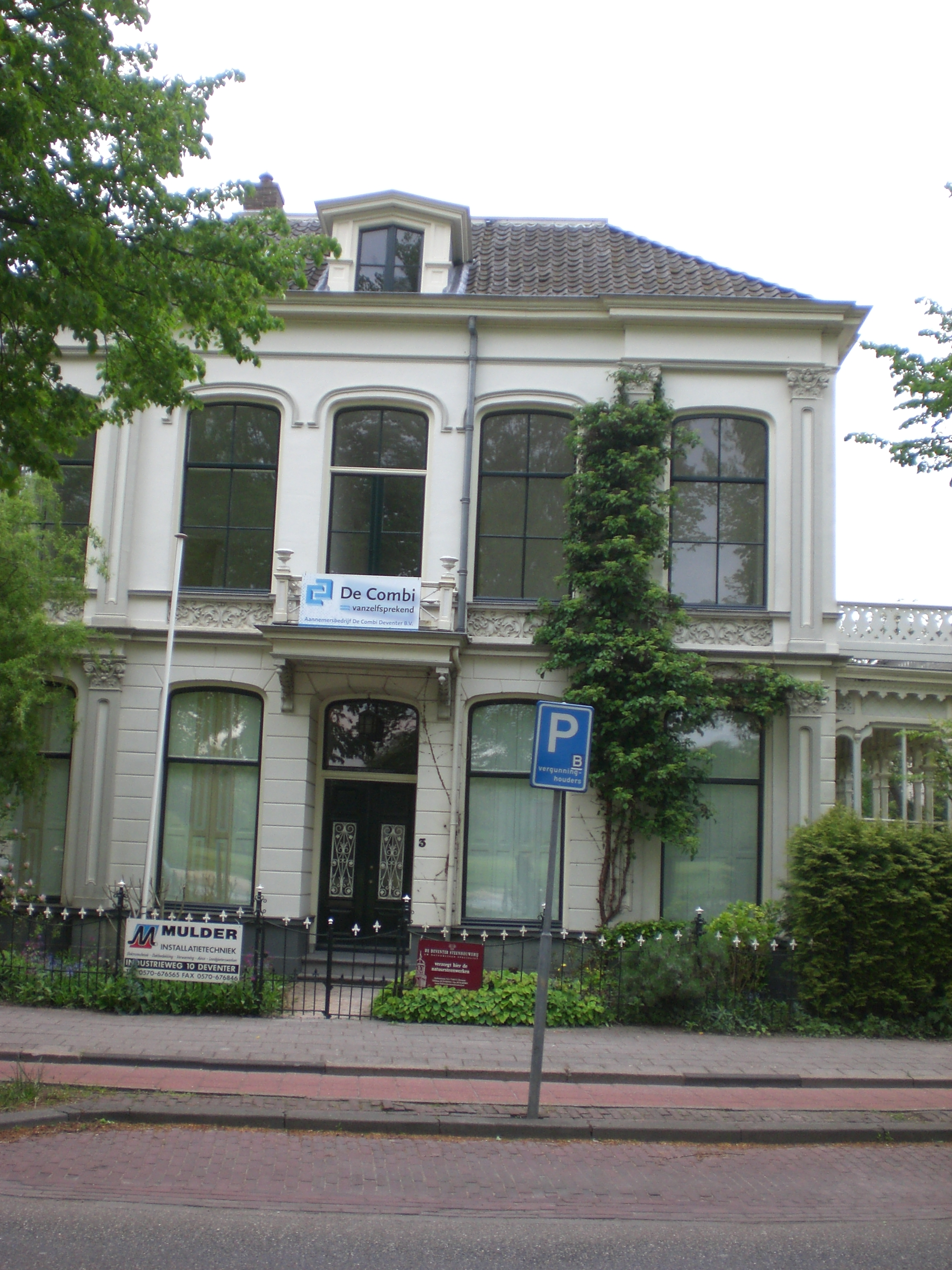
Onder de Linden 3

## Voorbeelden van ontwerpen van Herman van Harten

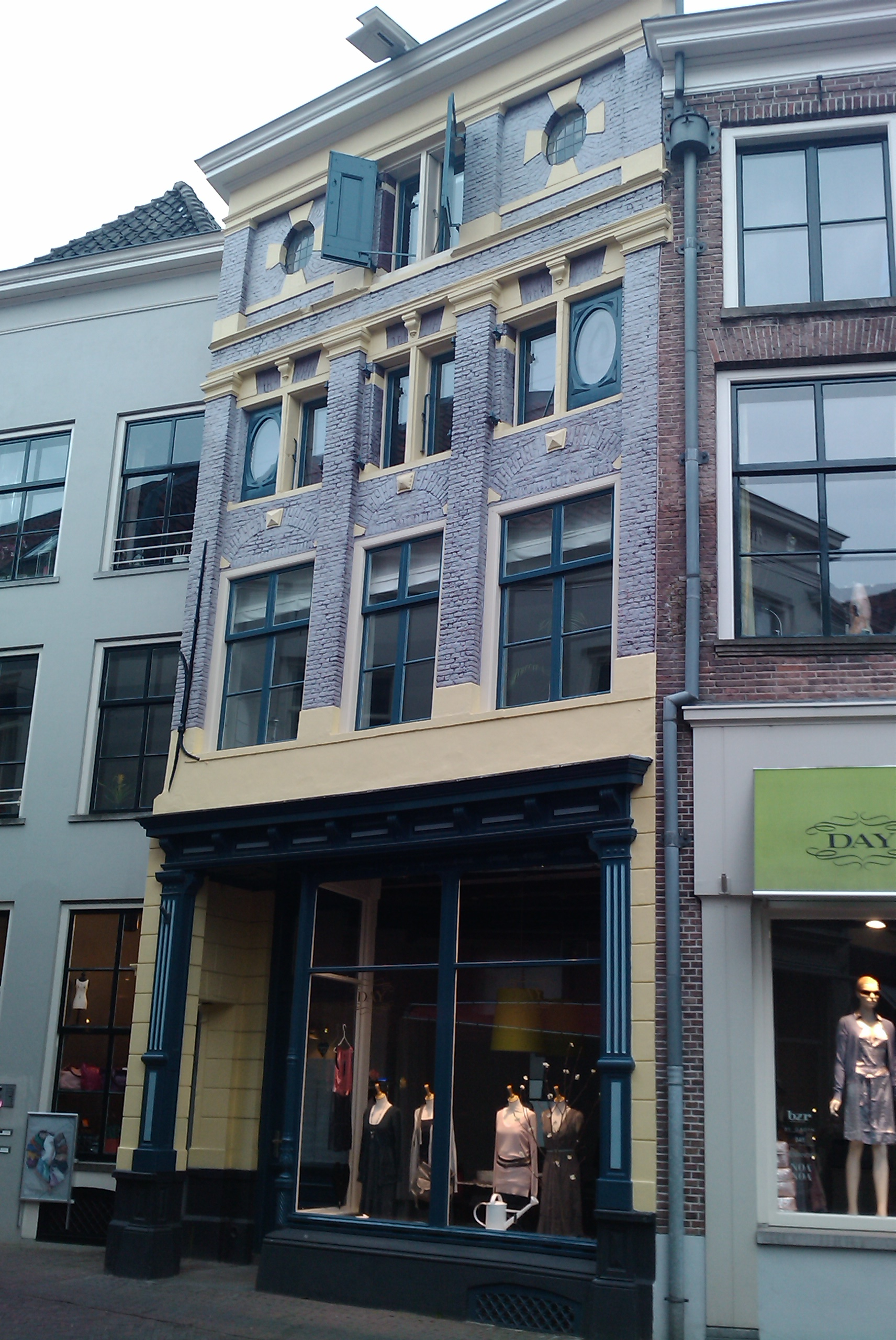
Grote Poot 12
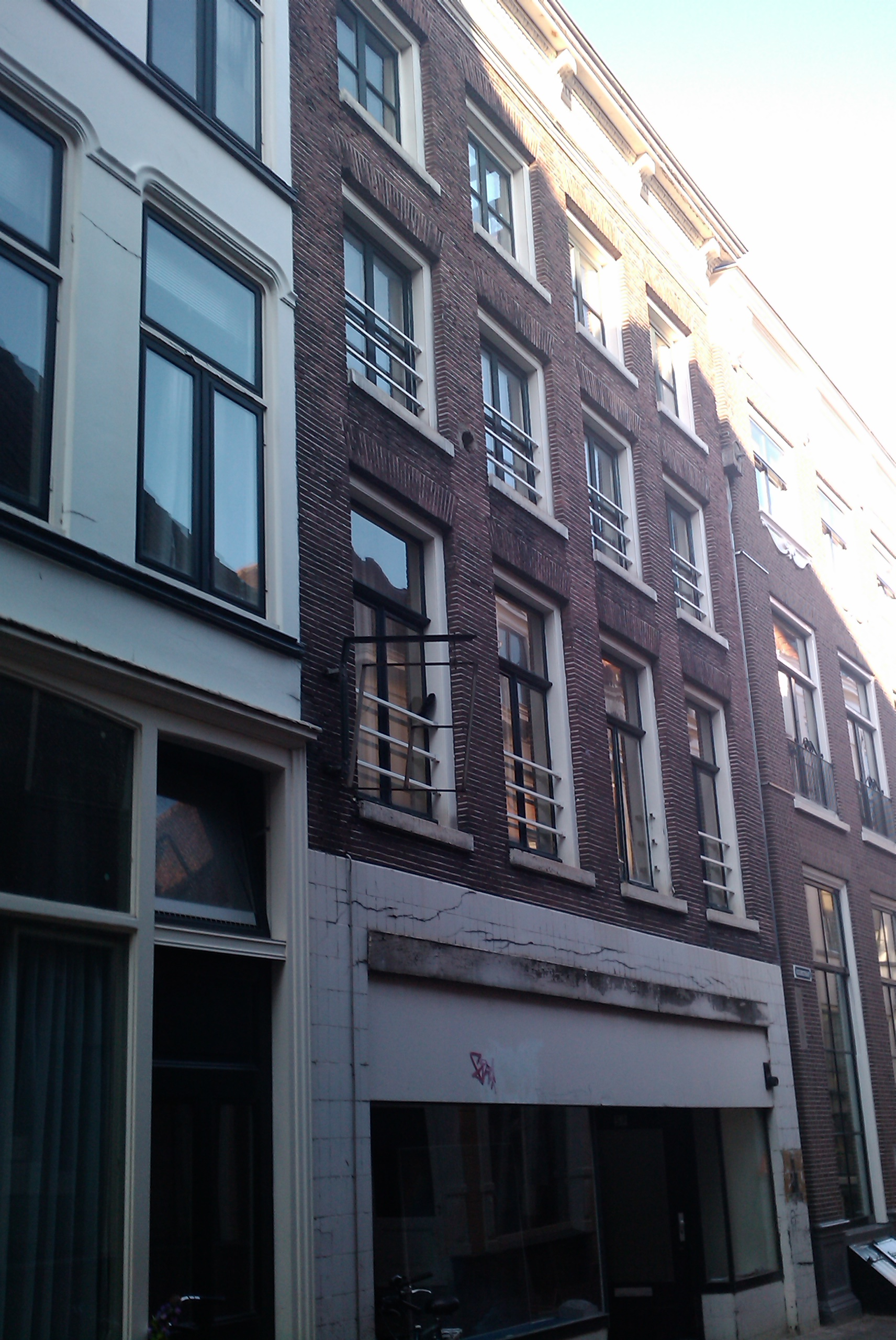
Assenstraat 55
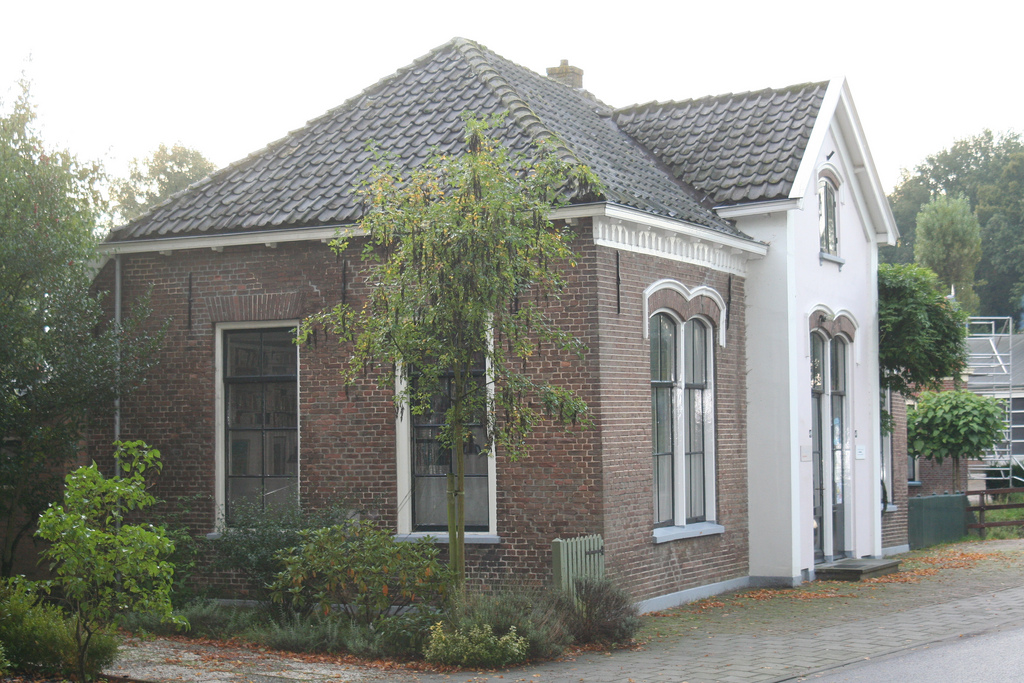
Naai- en breischool, Dorpsstraat 43–45, Diepenveen